# Борки (Крупський район)
Борки (біл. вёска Баркі) — село в складі Крупського району Мінської області, Білорусь. Село підпорядковане Холопеницькій сільській раді, розташоване в східній частині області.